# Koliada
Koliada eller koleda var den förkristna slaviska högtiden kring vintersolståndet. Firandet började 12 december eller däromkring och innefattade en rad högtidsdagar och ceremonier som kretsade kring ljus, tillbedjan av förfäder och samhörighet med den lokala bygden. Vintersolståndet betraktades som en tid då gränsen mellan de levande och de döda var försvagad i och med den döende solen. Genom förbindelser med förfäderna kunde man jaga bort onda krafter och försäkra solens återfödelse. En ceremoni innefattade att en ung kvinna som gestaltade solgudinnan Koliada drogs ut på en släde för att symboliskt dö. Namnet på högtiden varierar mellan regioner men de genomgående dragen i firandet var desamma i hela den slaviska världen.
Ordet härstammar från det slaviska kolo, med betydelsen rund, hjul eller cykel. Kolodar / Koledar är det äldsta ordet för kalender och betyder kolo & dar som betyder gåva. Cykelns gåva.
I och med den slaviska världens kristnande införlivades högtiden i den kristna slaviska julen och firas mellan julafton och trettondedag jul.